# Правно-административни факултет Универзитета у Варшави
Факултет за оријенталистику Универзитета у Варшави, (оригинални назив на пољском језику: Wydział Orientalistyczny Uniwersytetu Warszawskiego) је факултет Универзитета у Варшави. Факултет за право и администрацију Универзитета у Варшави је најстарији факултет Универзитета у Варшави и други по броју студената (после Факултета за менаџмент). Едукацију спроводи у следећим областима: 
- право – редовно и ванредно (дугометражне мастер студије),
- администрација – редовно и ванредно (први и други циклус студија),
- финансијско право и трезор – ванредно (други циклус студија),
- локална самоуправа и регионална политика – редовни (први циклус студија) и ванредни (други циклус студија),
- Хуманитарна акција (НОХА) – редовни (други циклус студија).

Факултет нуди и докторске студије, постдипломске студије, курсеве и обуку.

## Историјат факултета
Традиција Факултета за право и администрацију као најстаријег факултета Универзитета у Варшави датира из 18. века и наставног плана и програма у Витешкој школи. Пројекти за стварање универзитета који би такође образовао правнике били су представљени током прве поделе, када је Национална комисија за образовање издала низ номинација за професоре. Међутим, финансијске и стамбене потешкоће нису дозволиле да се ова идеја спроведе.
Године 1808. основана је Правна школа Војводства Варшавског – углавном за потребе правосуђа које се ствара од нуле и нове управе. Овај датум се сматра почетком рада Факултета. Дана 1. октобра 1808. тадашњи министар правде, Феликс Францишек Лубиенски, који је био покровитељ организације школе, скренуо је пажњу на њену улогу центра за образовање младих. Године 1811, спајањем са Школом управних наука, основан је универзитет са два факултета: Правно-административни факултет. Његово руковођење поверено је Надзорном одбору, у чијем саставу су, између осталих, били: Св. Сташић и С.Б. Линда. Студије су трајале 3 године (4 у случају комбинованих студија на оба факултета). Године 1814. уведена је функција декана и постављен је истакнути правни историчар Јан Винценти Бандтки. Школа је непрекидно радила и током рата са Русијом. Трансформисан на основу темељне дипломе из 1816. године у Факултет права и администрације, постао је део Краљевског универзитета у Варшави.
Универзитет је свечано отворен 14. маја 1818. године. Професори факултета су између осталих: истакнути економиста Фридерик Флоријан Скарбек, Вацлав Александер Мациејовски, који предаје римско право и историјске и правне предмете, и на крају Ромуалд Хубе, дипломац Факултета и најмлађи истраживач кривичног права у овој групи. Факултет је активно учествовао у научном животу Варшаве, укључујући: издавање часописа „Темис Полска” (1828–1831). Током 14 година постојања, на овој установи је дипломирало 1.880 дипломаца, укључујући 757 студената мастер студија. У ери реформи 1860-их, руске власти су пристале да оснују Главну школу 1862. године. Правно-административни факултет постао је највећи од четири факултета. У својој структури није постојала подела на студијске области: правне и административне, а тек при полагању завршних мастер испита могло се изабрати један од понуђених смерова. Међу професорима у то време су били: криминалисти - Станисłав Будзински и Валенти Микласзевски, романиста Теодор Дидински, цивилиста Вłадисłав Холевински и административац Антони Околски. Током седмогодишњег периода, ВПиА је дипломирало 318 студената мастер студија (од укупно 1.314 уписаних лица).